# Sigeberht I van East Anglia
Sigeberht I (†ca.635) was koning van East Anglia samen met zijn (stief)broer Ecgric.

## Context
De voornaamste bron over het leven van Sigeberht is de Historia ecclesiastica gentis Anglorum van de heilige Beda. In tegenstelling met zijn (stief)broer Ecgric schreef Beda met veel lof over Sigeberht, omdat hij belangrijk was voor de verspreiding van het christelijk geloof in East Anglia.
Na de moord op zijn bloedverwant Eorpwald in 627, vluchtte de familie naar Gallië, waar Sigeberht een christelijke opvoeding kreeg. Eenmaal het stof gaan liggen keerde de familie onder de begeleiding van bisschop Felix van Bourgondië terug naar East Anglia. Regeren was blijkbaar niet iets voor Sigeberht en rond 634 trok hij zich terug in een klooster en liet de leiding over aan zijn (stief)broer Ecgric.
In 635 viel koning Penda van Mercia het land binnen. Sigeberht werd uit zijn klooster gehaald om mee te vechten. Sigeberht en Ecgric sneuvelden beiden tijdens de veldslag. Later werd Sigeberht heilig verklaard.